# Trinidad a Tobago na Letních olympijských hrách 2016
Trinidad a Tobago na Letních olympijských hrách 2016.

## Medailisté
| Medaile | Jméno           | Sport    | Disciplína       |
| ------- | --------------- | -------- | ---------------- |
| Bronz   | Keshorn Walcott | Atletika | Muži hod oštěpem |